# Nikołaj Olunin
Nikołaj Igoriewicz Olunin (ros. Николай Игоревич Олюнин; ur. 23 października 1991 w Krasnojarsku) – rosyjski snowboardzista specjalizujący się w snowboardcrossie, wicemistrz olimpijski.

## Kariera
Po raz pierwszy na arenie międzynarodowej pojawił się 6 stycznia 2009 roku w Grasgehren, gdzie w mistrzostwach Niemiec zajął czternaste miejsce. W marcu 2009 roku wystartował na mistrzostwach świata juniorów w Nagano, zajmując 27. miejsce. Jeszcze dwukrotnie startował w zawodach tego cyklu, najlepszy wynik odnosząc podczas mistrzostw świata juniorów w Cardronie w 2010 roku, gdzie zdobył złoty medal.
W Pucharze Świata zadebiutował 12 września 2009 roku w Chapelco, gdzie zajął 39. miejsce. Na podium zawodów pucharowych po raz pierwszy stanął 21 lutego 2012 roku w Stoneham, kończąc rywalizację na drugiej pozycji. W zawodach tych rozdzielił Francuza Pierre'a Vaultiera i Jonathana Cheevera z USA. Najlepsze wyniki osiągnął w sezonie 2014/2015, kiedy to zajął trzecie miejsce w klasyfikacji generalnej snowboardcrossu. W 2014 roku wywalczył srebrny medal na zimowych igrzyskach olimpijskich w Soczi, plasując się między Vaultierem i Alexem Deiboldem z USA. Był też między innymi siedemnasty na mistrzostwach świata w Stoneham w 2013 roku i rozgrywanych cztery lata później mistrzostwach świata w Sierra Nevada.

## Osiągnięcia

### Igrzyska olimpijskie
| Miejsce | Dzień     | Rok  | Miejscowość | Konkurencja    | Zwycięzca       |
| ------- | --------- | ---- | ----------- | -------------- | --------------- |
| 2.      | 18 lutego | 2014 | Soczi       | Snowboardcross | Pierre Vaultier |

### Mistrzostwa świata
| Miejsce | Dzień       | Rok  | Miejscowość   | Konkurencja    | Zwycięzca       |
| ------- | ----------- | ---- | ------------- | -------------- | --------------- |
| 40.     | 18 stycznia | 2009 | Kangwŏn       | Snowboardcross | Markus Schairer |
| 34.     | 18 stycznia | 2011 | La Molina     | Snowboardcross | Alex Pullin     |
| 17.     | 26 stycznia | 2013 | Stoneham      | Snowboardcross | Alex Pullin     |
| 18.     | 16 stycznia | 2015 | Kreischberg   | Snowboardcross | Luca Matteotti  |
| 17.     | 12 marca    | 2017 | Sierra Nevada | Snowboardcross | Pierre Vaultier |

### Puchar Świata

#### Miejsca w klasyfikacji generalnej SBX
- sezon 2009/2010: 46.
- sezon 2010/2011: 23.
- sezon 2011/2012: 10.
- sezon 2012/2013: 28.
- sezon 2013/2014: 9.
- sezon 2014/2015: 3.
- sezon 2015/2016: 4.
- sezon 2016/2017: 18.

#### Miejsca na podium w zawodach
1. Stoneham – 21 lutego 2012 - (snowboardcross) - 2. miejsce
2. La Molina – 15 marca 2014 - (snowboardcross) - 2. miejsce
3. Veysonnaz – 14 marca 2015 (snowboardcross) - 2. miejsce
4. Montafon – 12 grudnia 2015 (snowboardcross) - 3. miejsce
5. Feldberg – 23 stycznia 2016 (snowboardcross) - 1. miejsce
6. Feldberg – 24 stycznia 2016 (snowboardcross) - 2. miejsce